# Pelastoneurus lineatus
Pelastoneurus lineatus är en tvåvingeart som beskrevs av Aldrich 1896. Pelastoneurus lineatus ingår i släktet Pelastoneurus och familjen styltflugor. Inga underarter finns listade i Catalogue of Life.